# 安浦町
安浦町（やすうらちょう）は、かつて広島県に存在した町。2005年3月20日に豊田郡豊浜・豊両町及び安芸郡音戸・蒲刈・倉橋各町とともに呉市に編入されて豊田郡安浦町は消滅し、現在は呉市安浦町として存在する。

## 町名の由来
合併時、時の県知事横山助成が「浦安かれ」の意を込めて命名したと言われている。

## 歴史

### 明治・大正年間
- 1889年4月1日 - 市町村制施行。当時の町域にはいずれも賀茂郡に属する内海・内海跡・中切・野呂・三津口の各村があった。
- 1896年1月1日 - 内海村が町制施行して内海町になる。
- 1922年1月1日 - 三津口村が町制施行して三津口町になる。

### 昭和年間
- 1927年（昭和2年）4月15日 - 三津口町沿岸6万坪の海面埋め立て工事の起工式が行われる[1]。
- 1929年（昭和4年）1月1日 - 内海跡村が村名を安登村に変更する。
- 1935年（昭和10年）2月17日 - 三呉線竹原駅 - 三津内海線開通。同年11月24日に全線開通、三呉線から呉線へ改称[2]。
- 1942年4月1日 - 中切村・野呂村が対等合併して野路村が成立する。
- 1944年（昭和19年）
  - 1月1日 - 内海町・三津口町及び野路村が対等合併して安浦町が成立する。
  - 7月4日 - 初の空襲警報。
- 1946年（昭和21年）5月 - 広島県営による野呂山の開拓がはじまる[3]（1949年に中止）。
- 1949年（昭和24年） - 安浦農業協同組合、安浦漁業共同組合（翌年に安浦漁業協同組合）が発足[4]。
- 1950年（昭和25年）9月13日 - キジア台風による豪雨。床下浸水約250戸[5]。
- 1952年（昭和27年）7月10日 - 梅雨前線による豪雨で2人が死亡[6]。
- 1956年（昭和31年）4月1日 - 賀茂・豊田両郡の一部所属町村入れ替えに伴い、所属郡が賀茂郡から豊田郡に変更される。
- 1958年（昭和33年）4月1日 - 豊田郡安登村の一部（残部は豊田郡川尻町に編入）を編入する。
- 1960年（昭和35年）
  - 4月6日 - 安浦中学校で火災。木造二階建ての校舎一棟が全焼[7]。
  - 11月18日 - 安浦町役場が火災により全焼。
- 1967年（昭和42年）7月9日 - 集中豪雨により町内各地で土砂災害多発。死者3人、家屋全壊12戸、半壊11戸、浸水247戸[8]。
- 1969年（昭和44年）6月28日から7月1日 - 集中豪雨により町内各地で土砂災害多発。死者2人、家屋全壊2戸、浸水254戸。
- 1970年（昭和45年）2月17日から2月19日 - 野呂山で山林火災が発生、約170haが焼失。消火活動に自衛隊が出動[9]。
- 1972年（昭和47年）
  - 8月20日 - 集中豪雨により町内各所で被害。家屋流出1戸、半壊1戸、浸水99戸
  - 12月 - 野呂川ダムの本体工事が始まる（1976年3月に竣工）。
- 1983年（昭和58年）4月6日 - 三津口子之浦で山林火災が発生。三津口谷、女子畑、安芸津町へ延焼して、94haが焼失[10]。
- 1984年（昭和59年）5月9日 - 野呂山麓の寒風山で山林火災が発生。安浦町で62ha、川尻町で22haが焼失[11]。
- 1986年（昭和61年）8月7日 - 三津口水尻で山林火災が発生。翌日までに108haが焼失。

### 平成年間
- 1997年（平成9年）3月8日 - たき火の火の不始末から大規模な山林火事が発生。安芸津町へ延焼して焼失面積は185haに達した。広島県では平成年間における4番目の規模[12]。
- 2005年（平成17年）3月20日 - 安芸郡音戸・蒲刈・倉橋各町及び豊田郡豊浜・豊両町とともに呉市に編入され消滅する。

## 歴代町長
- 生田美記（1947年 - ）
- 柳谷繁男（1950年 - ）
- 辻村國治（1953年 - ）
- 中岡積（1961年 - ）
- 田中信男（1967年 - ）
- 林田健兒（1979年 - ）

## 地理
- 山
  - 野呂山 - 標高839メートル。
- 川
  - 野呂川
- 島
  - 柏島（面積0.01平方キロメートル、地図 - Google マップ） - 周辺はカキ養殖場。
  - 馬島（地図 - Google マップ）
  - 小熊島（地図 - Google マップ）
- 湖沼
  - 野呂峡やすらぎ湖（野呂川ダム）

## 名所・旧跡
- グリーンピア安浦（現：グリーンピアせとうち[13]、北緯34度15分21.3秒 東経132度45分48.9秒）
- 野呂山 - 瀬戸内海国立公園の区域。
- 武智丸 - 船体が安浦漁港の防波堤、2隻で防波堤をなす（北緯34度16分49.0秒 東経132度45分23.8秒 / 北緯34.280278度 東経132.756611度）。
- 柏島神社 - 柏島にある神社。6月の大祭時には多くの参拝者を集める。

## 産業

### 特産品

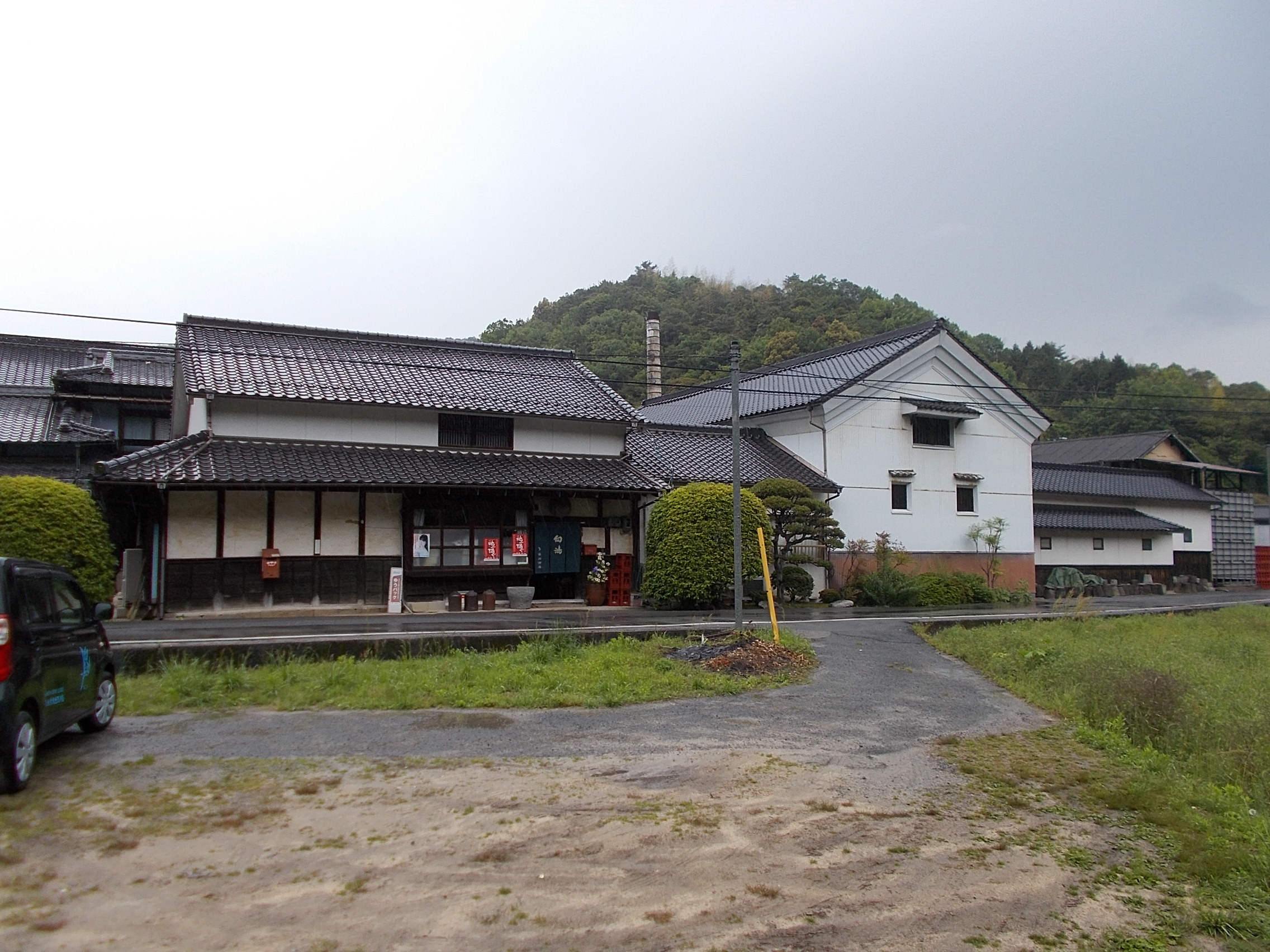
盛川酒造

- 日本酒 - 「白鴻」の蔵元である盛川酒造が安浦町原畑に所在[14]。

## 大字・町名
- 赤向坂（あこうざか）
- 安登（あと）
- 安登西一丁目 - 安登西十丁目（あとにし）
- 安登東一丁目 - 安登東六丁目（あとひがし）
- 内海（うちのうみ）
- 内海北一丁目 - 内海北七丁目（うちのうみきた）
- 内海南一丁目 - 内海南六丁目（うちのうみみなみ）
- 内平（うちひら）
- 女子畑（おなごばた）
- 下垣内（しもがうち）
- 中央一丁目 - 中央八丁目（ちゅうおう）
- 中央北一丁目・中央北二丁目（ちゅうおうきた）
- 中央ハイツ（ちゅうおうはいつ）
- 中切（なかぎり）
- 中畑（なかはた）
- 野呂山（のろさん）
- 原畑（はらはた）
- 水尻一丁目・水尻二丁目（みずしり）
- 三津口（みつぐち）

## 交通（2005年3月19日当時のデータ）

### 鉄道
- JR呉線が町内を通過しており、町内には以下の施設がある。
  - 安浦駅
  - 安登駅

### 道路
- 国道
  - 国道185号
- 主要地方道
  - 広島県道34号矢野安浦線
- 一般県道
  - 広島県道204号安登停車場線
  - 広島県道205号安浦停車場線
  - 広島県道334号小多田安浦線
  - 広島県道353号内海三津線
  - 広島県道465号川尻安浦線

## 教育（2005年3月19日当時のデータ）
- 小学校
  - 安浦町立安登小学校

1990年3月26日、男性教諭（当時39歳）が女子児童（当時6年生）へ猥褻行為、その発覚後に当該生徒を呼び出し自動車内で絞殺。遺族が学校と町を相手取り、逸失利益や慰謝料など約5000万円の損害賠償を求めて提訴。1991年4月10日、広島地方裁判所にて加害教諭に懲役13年の実刑判決。1993年3月19日広島地方裁判所呉支部で広島県の責任を認める判決、原告勝訴。
- - 安浦町立内海小学校
  - 安浦町立野路北小学校…2001年度から休校中
  - 安浦町立野路中切小学校
  - 安浦町立野路東小学校
  - 安浦町立三津口小学校
- 中学校
  - 安浦町立安浦中学校

## 安浦町出身の有名人
- 南薫造…洋画家。
- 古城武司…漫画家。
- 吉田幸（よしだ・こう）…中国放送アナウンサー。